# Чим закінчиться панська затія
Чим закінчиться панська затія (пол. Oto czym kończą się pańskie pomysły) — антипольський російський радянський пропагандистський плакат у техніці кольорової літографії авторства Степана Мухарського, створений 1920 року під час польсько-більшовицької війни.

## Опис
Плакат зображує момент вступу до польського містечка загону російської кінноти, який вітають нестямні від радості селяни і робітники — деякі з квітами і хлібом у руках. На задньому плані ліворуч один із робітників тримає червоний прапор із написом «Да здравствует советская Польша!» (укр. Хай живе радянська Польща!). На передньому плані видно «польських панів» (символи гноблення пролетаріату), гнаних із містечка більшовицьким кавалеристом і польським селянином.
«Чим закінчується панська затія» — типовий приклад комуністичної пропаганди.